# Meyrin Football Club
Maillots
Dernière mise à jour : 23 février 2024.
Le Football Club de Meyrin est un club de football de la ville de Meyrin, dans le canton de Genève, en Suisse. 
Il évolue actuellement en 1re Ligue et dispute ses matches au stade des Arbères. Le président actuel est Antoine Salamolard. Le Meyrin FC est constitué au total de 35 équipes dont une équipe féminine.

## Histoire
En 1914, Modeste Vandonini, Albert Mossaz, Edouard Perrin et Henri Andeolli, le futur président du club, décidèrent de créer officiellement le Meyrin Football Club. La mobilisation de 1914 posa de nombreux problèmes. Malgré tout, le club continua de s'agrandir. L'année 1939 ralentit également l'activité mais 2 équipes furent alignées et le mouvement juniors créé.         
1946 est une date importante dans la vie du club. C'est l'année de la promotion du Meyrin FC en 3e Ligue. Pour la saison 1947-1948, le président du club de Meyrin, Henri Andreolli confirme l'adhésion à l'ACGFA (l'actuelle Association Cantonale Genevoise de Football).
En 1949, le problème principal est de trouver un terrain. La solution adoptée aboutit à l'utilisation de celui de l'Aviationen cogestion avec le Vernier FC. 
C'est en juin 1959, sous la direction de l'entraîneur Marcel Gander, que le Meyrin FC accède à la 2e Ligue. C'est d'ailleurs une année significative puisque Meyrin FC fête son 45e anniversaire, mais aussi parce que le Conseil administratif de la commune de Meyrin fait l'inauguration du nouveau stade municipal le 14 juin 1959. Le stade prend par la suite le nom de la rue où il est situé, le stade de Vaudagne (terrain A). À ce moment, Meyrin FC est constitué de 7 équipes, toutes composées des adultes. C'est seulement dans les années 1960 que les dirigeants du Meyrin FC devront faire face à l'arrivée massive de jeunes, conséquence de l'augmentation des habitants dans la commune de Meyrin.    
En 1965, les grands efforts déployés par Marcel Gander, Louis Thomas et le président Georges Mani, portent leurs fruits - l'équipe du Meyrin FC est promue en 1re Ligue. Malgré la relégation en 2e Ligue à la fin de la saison, des mesures sont prises sous la direction de l'entraîneur R. Dupuis et la 1re équipe du Meyrin FC rejoint la 1re Ligue en 1968.  
Pendant douze ans, le Meyrin FC sera connu à travers sa première équipe dans des nombreuses localités de la Suisse occidentale. La direction de l'équipe fanion sera confiée à des grands noms du football helvétique: André Grobéty, André Bosson, Jean-Claude Schindelholz, mais également Roger Guinand, Edmond Sauthier, Christian Coste, Albert Porto, Gérard Castella (2e ligue, 1re ligue, LNB) et Pascal Besnard.        
En 1980, la première équipe du Meyrin FC a été reléguée en 2e ligue. C'est avec l'arrivée des années 1990, que le club remporte plusieurs championnats.  

### Saison 1994-1995
La saison 1994-1995 est très fructueuse pour le club. La première équipe est devenue le champion genevois de 2e Ligue, à la suite des finales remportées face à l'AS Malley et FC Beauregard. Cette victoire se traduit par la promotion du Meyrin FC en 1re Ligue.

### Saison 1995-1996
Une année plus tard, en 1996 l'équipe fanion du Meyrin sous la direction de Gérard Castella est promue en LNB (Ligue Nationale B, qui est connue aujourd'hui sous le nom de la Challenge League).

### Saison 1996-1997
Sportivement la saison est difficile. Malgré l'arrivée du nouvel entraîneur de notre première équipe, Pascal Besnard, la relégation de l'équipe du Meyrin FC est inévitable. L'équipe fanion n'a pas pu rivaliser avec les clubs de LNB, à cause des finances qui ne le permettaient pas. Néanmoins le club n'est pas tombé dans la spirale des dépenses.

### Saison 1997-1998
La première équipe termine deuxième dans le championnat de 1re Ligue et participe aux finales de promotion pour l'ascension en LNB. Cette fois, le Meyrin FC a échoue de très peu (aux tirs au but) face à Serrières. Dans la même saison, le club a réussi à inscrire un autre record dans son historique. C'est la qualification pour les huitièmes de finale de la Coupe de Suisse et les meyrinois jouent contre l'équipe du FC Aarau le 1er avril 1998.

### Saison 1999-2000
L'année 1999 était l'année du 85e anniversaire du club. Plusieurs manifestations durant toute l'année étaient au programme, comme le tournoi international des juniors, avec l'équipe du Brésil dirigée par la vedette et champion du monde Jairzinho.
Côté sportif c'est un excellent début de saison pour la 1re équipe du Meyrin FC. Ils terminent le championnat de 1re Ligue au 4e rang et réalisent leur objectif de gagner la coupe genevoise. L'entraîneur, Pascal Besnard, quitte le club après trois saisons pour retourner au Servette FC. La 1re équipe a changé d'entraîneur en engageant Oscar Gissi (es), ancien joueur international de l'Argentine. le Meyrin FC a pu à nouveau disputer les finales de promotion en LNB, après avoir préalablement éliminé le FC Naters lors d'un match de barrage disputé à Martigny. 

### Saison 2000-2001
La saison 2000-2001 a été une saison mitigée pour le Meyrin FC.
La 1re équipe a connu un 1er tour difficile. Étant sous la menace de la relégation, le comité a pris la décision de se séparer de l’entraîneur de la 1re équipe, Oscar Gissi, qui a été remplacé par Claude Alain Fontaine. L’équipe termine au 8e rang dans le classement de la 1re Ligue.

### Saison 2001-2002
La 1re équipe est entraînée par Pascal Besnard, revenu au club, et assure son maintien en 1re Ligue.

### Saison 2002-2003
La 1re équipe est promue en Challenge League après la finale face au FC Tuggen. Lors du match aller, à l’extérieur, l’équipe est menée 2 à 0 à la mi-temps avant de revenir à 2-2. Le match retour est remporté sur le score de 2 à 0 par les meyrinois.

### Saison 2003-2004
Une fois de plus, la 1re équipe a réussi un bel exploit en se maintenant en Challenge League avec essentiellement des joueurs qui ont fêté la promotion et des jeunes issus du Club.
L’exploit vient cette année, de la Swisscom Cup (Coupe de Suisse), puisque le Meyrin FC a atteint les 1/4 de finale face au FC Zurich. Défaits 3 à 0, les Meyrinois n’ont pas eu à rougir face à un gros calibre de l’Axpo Super League (LNA).
Au niveau du comité, le Président, Claude Roeder, tire sa révérence après 15 années passées au club, dont deux comme président. Il est remplacé par Ramon Arino, revenu à la tête du Club.

### Saison 2004-2005
Les Meyrinois entraînés par Jean-Michel Aeby réalisent un beau parcours en Coupe de Suisse en éliminant 3-0 le FC Signal le 17 septembre 2004 avant de s'incliner 3-1 face au FC Bâle le 24 octobre au Stade du Bois-Carré en seizièmes de finale devant 3800 spectateurs. D'après Luis Moës, ancien secrétaire général du club, « le match de 2004 contre Bâle est probablement le plus beau souvenir du club ».

### Saison 2015-2016
Le 15 août 2015, le Meyrin FC s'incline à domicile 4-0 face au FC Bâle lors des trente-deuxième de finale de la Coupe de Suisse devant 2100 spectateurs. Les buts bâlois sont signés par un doublé d'Arlind Ajeti (34e, 59e), Mohamed Elneny (58e) et Matías Delgado (60e).

### Saison 2019-2020
Le 17 août 2019, le club remporte son trente-deuxième de finale de la Coupe de Suisse 3-1 à l'extérieur face au FC Wetzikon. Tous les buts meyrinois sont inscrits par 
Ibrahim Diallo (46e sur penalty, 67e, 72e). Jérémy Niessl inscrivant le seul but pour l'équipe zurichoise.
Le 14 septembre, le Meyrin FC accueille le FC Bâle au Stade des Arbères en seizièmes de finale de la Coupe de Suisse. Après avoir tenu en échec une mi-temps le club de première division, les hommes de Jean-Philippe Lebeau s'inclinent 3-0 avec trois buts encaissés en deuxième mi-temps devant 2800 spectateurs. L'entraîneur Lebeau déclare notamment « Je suis déçu parce que notre objectif était de passer. Mais je suis aussi réaliste. Durant la semaine, les joueurs du FC Bâle n’ont rien d’autre à faire que de préparer à mettre leurs corps et leur tête à disposition du rendez-vous du samedi. Ce n’est bien sûr pas le cas d’une équipe comme la nôtre… »,. Le 8 décembre, le club annonce sur Facebook la visite du joueur de tennis français Jo-Wilfried Tsonga au Stade des Arbères pour une rencontre des M15.

## Parcours

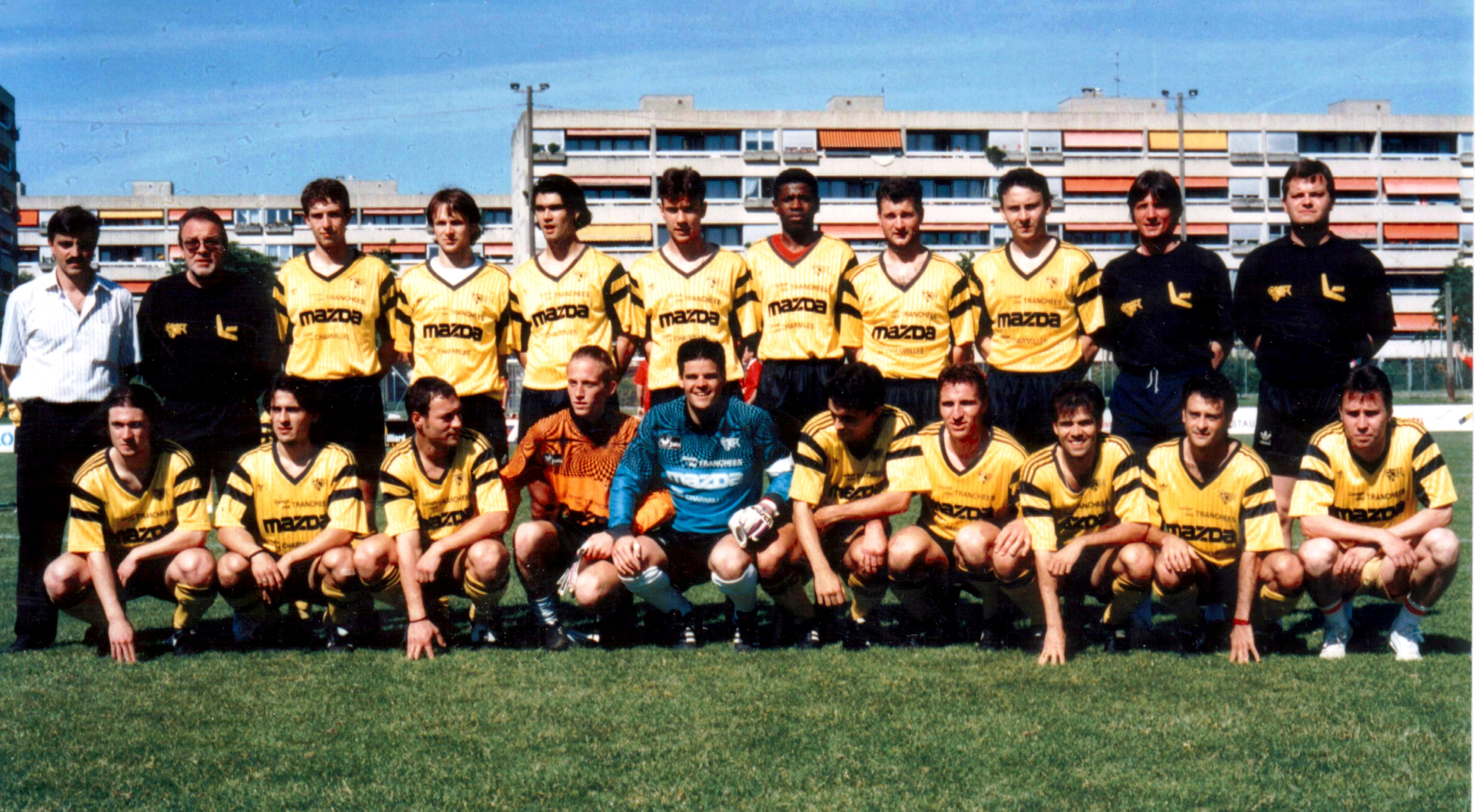
L'équipe du Meyrin FC 1994-95 sous la direction de Gérard Castella

- 1980 – 1995 : Championnat de Suisse D6 (2e Ligue)
- 1995 – 1996 : Championnat de Suisse D3 (1re Ligue)
- 1996 – 1997 : Championnat de Suisse D2 (LNB)
- 1997 – 2003 : Championnat de Suisse D3 (1re Ligue)
- 2003 – 2006 : Championnat de Suisse D2 (Challenge ligue)
- 2006 – 2012 : Championnat de Suisse D3 (1re Ligue)
- 2012 – 2013 : Championnat de Suisse D4 (Première Ligue Classic)
- 2014-2015 : Championnat de Suisse D5 (2ème Ligue Inter)
- 2016- :  Championnat de Suisse D4 (Première Ligue Classic)

## Installations sportives
Le Meyrin Football Club dispose de très modernes installations sportives, mises à disposition par la commune de Meyrin. 

### Stade de Vaudagne
Le Stade de Vaudagne (situé avenue de Vaudagne 24), homologué 2e Ligue, date de 1959.

### Stade des Arbères
En 2008, a lieu l'inauguration du Stade des Arbères (situé avenue Louis-Rendu 11) qui à la capacité d’accueillir environ 2018 spectateurs. Ce terrain principal est revêtu de gazon et correspond aux exigences de la 1re Ligue ce qui permet au Meyrin FC de recevoir plusieurs clubs de football de renommée internationale comme le FC Bâle, SL Benfica, AL Wasl, AL Sadd Sport Club, FC Dinamo Bucarest ou encore le Chakhtar Donetsk. Meyrin FC possède également 6 autres terrains, y compris le terrain synthétique homologué 2e Ligue.

## Joueurs célèbres
- André Grobéty  (1968-69)
- Patrick Müller (1994-95)
- Lionel Pizzinat (1995-96)
- Caroline Abbé
- François Moubandje (2007-10)
- Kastriot Imeri
- Matt Moussilou
- Zeki Amdouni

## Entraîneurs
Ci-après la liste des entraîneurs de la première équipe du Meyrin FC depuis 1955:
| Période     | Entraîneur               |
| ----------- | ------------------------ |
| 1955–1965   | Marcel Gander            |
| 1965–1966   | Louis Thomas             |
| 1966–1968   | Robert Dupuis            |
| 1968–1971   | André Grobéty            |
| 1971–1973   | Claude Martin            |
| 1973–1975   | André Bosson             |
| 1975        | Jean-Claude Schindelholz |
| 1975–1980   | Franz Barriquand         |
| 1980–1982   | Roger Guinand            |
| 1982–1984   | Edmond Sauthier          |
| 1984–1985   | Christian Coste          |
| 1985–1986   | Jean-Charles Martak      |
| 1986–1987   | Edmond Sauthier          |
| 1987–1988   | Gilbert Cottier          |
| 1988–1989   | Christian Coste          |
| 1989–1991   | Edmond Viros             |
| 1991–1993   | Alberto Porto            |
| 1993–1996   | Gérard Castella          |
| 1996–1999   | Pascal Besnard           |
| 1999-2001   | Oscar Gissi              |
| 2001        | Claude-Alain Fontaine    |
| 2001–2002   | Pascal Besnard           |
| 2003–2005   | Jean-Michel Aeby         |
| 2005        | Adrian Ursea             |
| 2005–2006   | / Diego Sessolo          |
| 2006–2008   | / Domingos Ribeiro       |
| 2008–2012   | Hervé Musquère           |
| 2012–2014   | / Bruno Codeas           |
| 2014–2015   | Carlos Alves             |
| 2015–2023   | Jean-Philippe Lebeau     |
| Depuis 2023 | / Domingos Ribeiro       |